# Soulbound
Soulbound ist eine deutsche Metal-Band, die 2009 in Bielefeld gegründet wurde.

## Geschichte
Seit Dezember 2011 stand die Band bei Deafground Records unter Vertrag und veröffentlichte über das Label im März 2012 ihr in den Rockstudios (bei Michael Kolar und Hendrik Kröger) eingespielte Debüt-Album Towards the Sun. In den nächsten zwei Monaten beteiligte man sich an der contact.-Tour der stilistisch ähnlich ausgerichteten Label-Kollegen von All Will Know, die etwa zeitgleich contact. veröffentlicht hatten. Die Deafground-Bands Unleash the Sky und The Hand of Glory partizipierten ebenfalls. Im März 2013 drehte die Band ein Video zu dem Stück Break Away, dessen Konzeption zusammen mit Marcus Overbeck entwickelt wurde. Im Februar 2016 erschien das erste vollwertige Album, Myllennium beim Label Timezone Records.
Von 2018 bis 2022 gehörte der Band mit Johnny Ramirez ein weiterer Gitarrist an. 2018/19 legten Soulbound eine Studiopause ein, um Songs für das folgende Album zu schreiben und aufzunehmen. Das dritte Studioalbum Addicted to Hell erschien am 18. September 2020 über das Label Metalville.

## Stil
Soulbound bezeichneten sich anfangs vor allem als Alternative-Metal-Band, wurden derweil mit Metalcore und Nu Metal in Verbindung gebracht. Inzwischen haben die Bandmitglieder das Genre „We don't give a Fuck Metal“ ins Leben gerufen. Selbst kategorisiert die Gruppe ihre Musik als Melodic Industrial Metal an, eine musikalische Übereinstimmung mit dem Industrial Metal ist dabei nicht gegeben.
Anstelle dessen bewege sich die Band „musikalisch zwischen Eisbrecher/Megaherz, Lord of the Lost und den Deathstars“. Im Ergebnis präsentiere die Band eine Stilmischung die Gruppen der Neuen Deutsche Härte und dem von Synthesizern geprägten Alternative Metal der späten 1990er-Jahre entspreche. So kombiniere die Band „griffige Melodien mit dystopischen und sozialkritischen Texten“, dabei erweise sich die Musik als Vermengung „stampfender Rhythmen, harter Gitarren und aggressiver Synths“.

## Diskografie

### Studioalben
- 2012: Towards the Sun (Deafground Records)[2]
- 2016: Myllennium (Timezone)
- 2020: Addicted to Hell (Metalville)
- 2024: obsYdian (Metalville)

### EPs
- 2014: Blind Progress

### Singles
- 2013: Break Away
- 2015: Welcome to the Dawn
- 2016: Words
- 2020: Addicted to Hell
- 2020: Alive

### Musikvideos
- 2011: Halloween
- 2013: Break Away
- 2015: Welcome to the Dawn
- 2016: Words
- 2018: Myllennium
- 2018: Two-Face
- 2020: Addicted to Hell
- 2020: Alive
- 2020: Undone
- 2021: Devil
- 2024: Saint Sinner
- 2024: Insane
- 2024: Forever in the Dark
- 2024: Burn